# Elias David Sassoon
Elias David Sassoon (* 27. März 1820 Bagdad; † 21. März 1880 Colombo) war ein britisch-chinesischer Kaufmann. 

## Bagdad/Indien
Als zweitältester Sohn des jüdischen Kaufmanns David Sassoon wuchs Elias in Bagdad auf. Gemeinsam mit seinem Vater floh er 1833 infolge antisemitischer Übergriffe der osmanischen Regierung über Persien nach Bombay. 1840 heiratete er Leah Gubbay.

## China
Nachdem China durch den Vertrag von Nanking 1842 zu einer weitgehenden Öffnung für den ausländischen Handel gezwungen worden war, begab sich Elias Sassoon für das Handelshaus seines Vaters zunächst 1844 nach Hongkong, um sich schließlich 1850 endgültig in Shanghai niederzulassen. Dort engagierte er sich zunächst vorwiegend im Wollhandel und erschloss insbesondere die nachfragestarken Märkte des klimatisch kalten Nordchina. Später verlegte er sich zunehmend auf den lukrativen Opiumhandel.
1867 gründete Sassoon ein eigenes Handelshaus, Elias David Sassoon & Co., das bald zur ernsthaften Konkurrenz für das Unternehmen seines Vaters heranwuchs. Wie dieser betätigte sich auch Elias als Mäzen und baute etwa für seine Angestellten selbst an den entlegensten Außenposten seines bald weltumspannenden Imperiums Synagogen und Schulen. 
Siehe auch: Familie Sassoon
| Personendaten    | Personendaten        |
| ---------------- | -------------------- |
| NAME             | Sassoon, Elias David |
| KURZBESCHREIBUNG | Kaufmann             |
| GEBURTSDATUM     | 27. März 1820        |
| GEBURTSORT       | Bagdad               |
| STERBEDATUM      | 21. März 1880        |
| STERBEORT        | Colombo              |